# Autoserica ciliaticollis
Autoserica ciliaticollis är en skalbaggsart som beskrevs av Moser 1917. Autoserica ciliaticollis ingår i släktet Autoserica och familjen Melolonthidae. Inga underarter finns listade.